# Harjumaa
De provincie Harjumaa (Estisch: Harju maakond) is een van de vijftien provincies van Estland en ligt in het noorden van het land ten zuiden van de Finse Golf. De provincie grenst aan Lääne-Virumaa in het oosten, Järvamaa in het zuidoosten, Raplamaa in het zuiden en Läänemaa in het zuidwesten.
Meer dan een derde van de totale bevolking van Estland woont in deze provincie, waartoe ook de hoofdstad Tallinn behoort. Op 1 januari 2024 woonden er 646.315 mensen.
In de provincie ligt onder meer het Natuurreservaat Põhja-Kõrvemaa.

## Gemeenten
De provincie is onderverdeeld in gemeenten. Begin 2017 waren dat zes steden en achttien landgemeenten. Na een gemeentelijke herindeling in oktober 2017 waren het vier steden en twaalf landgemeenten.

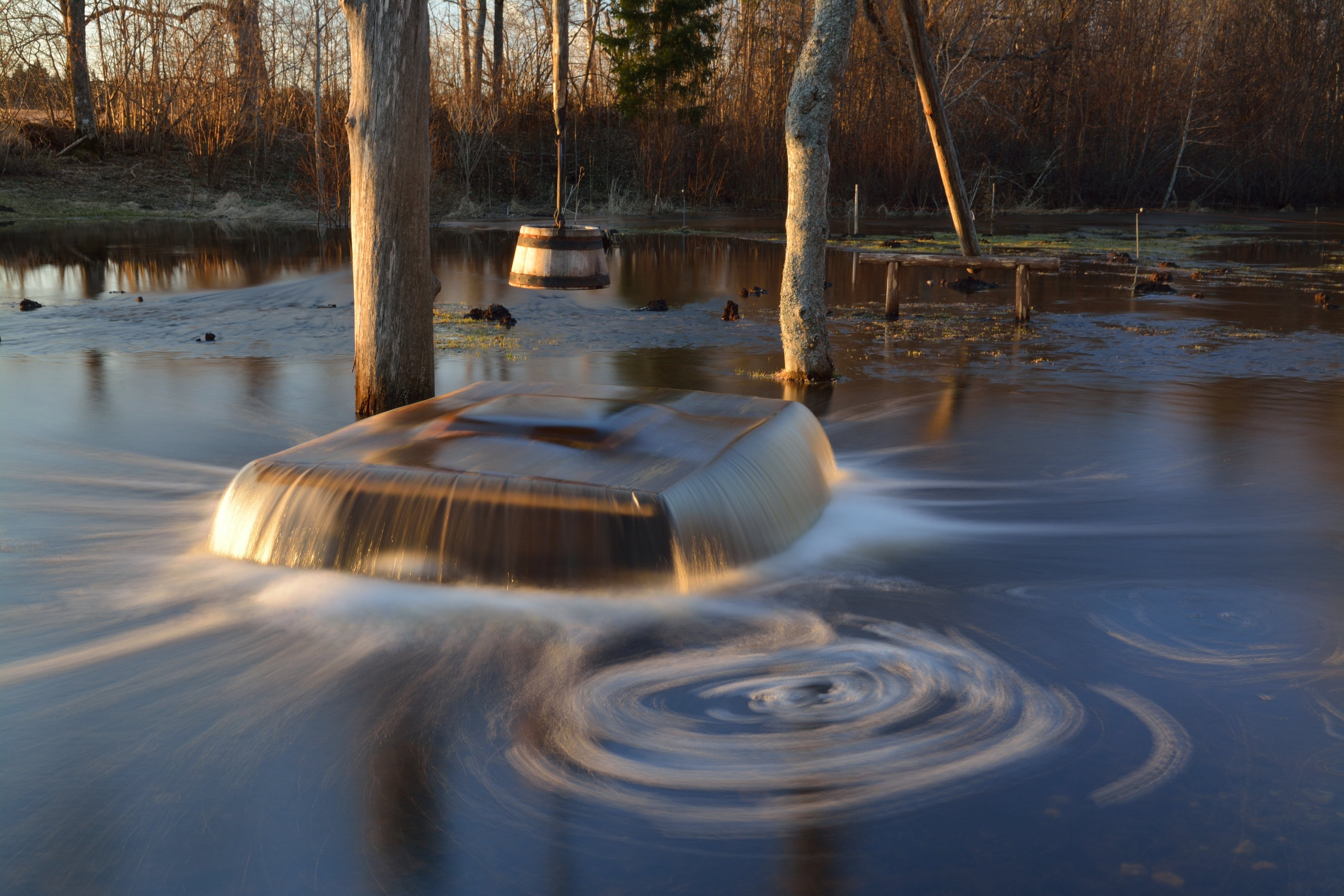
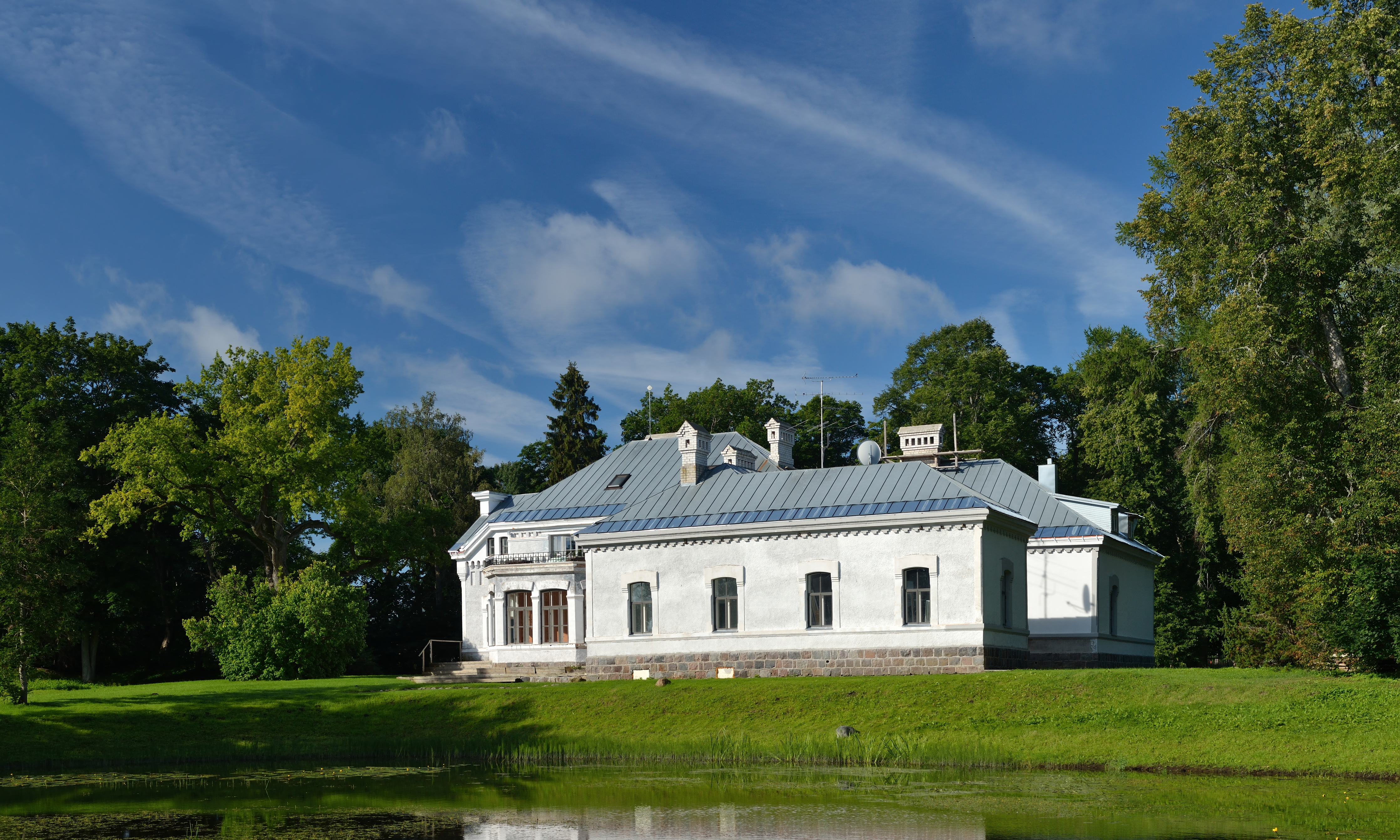
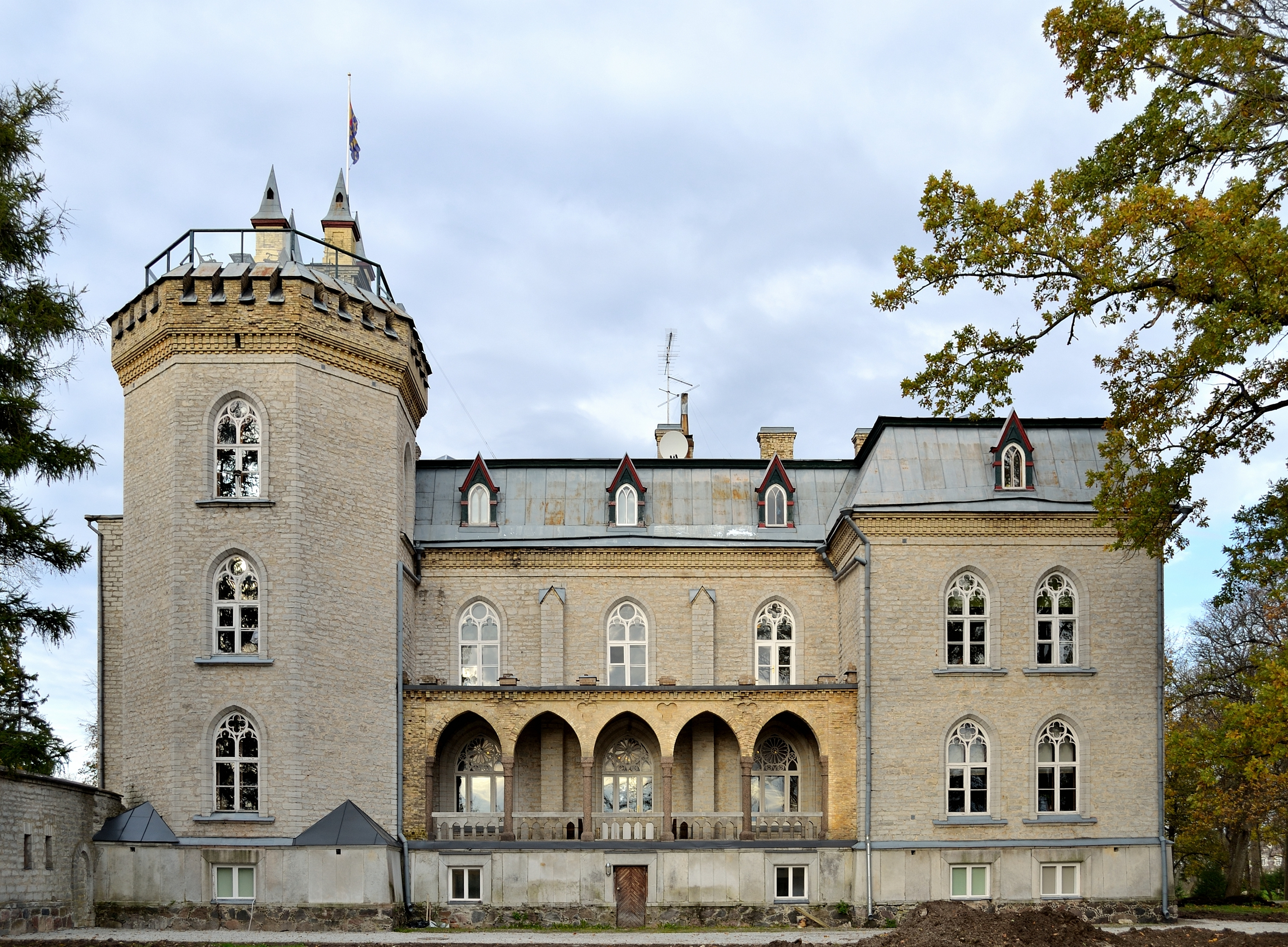
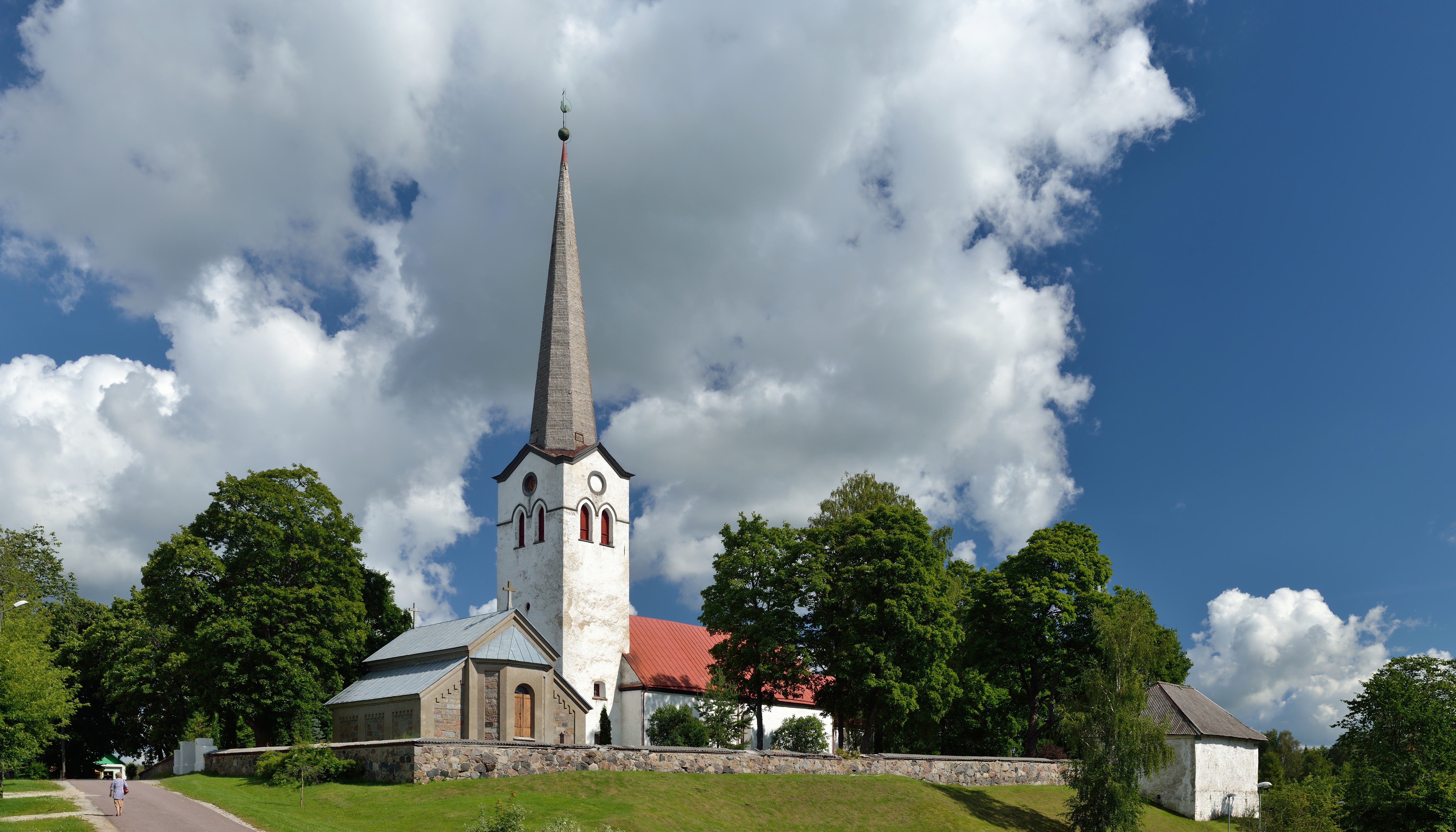
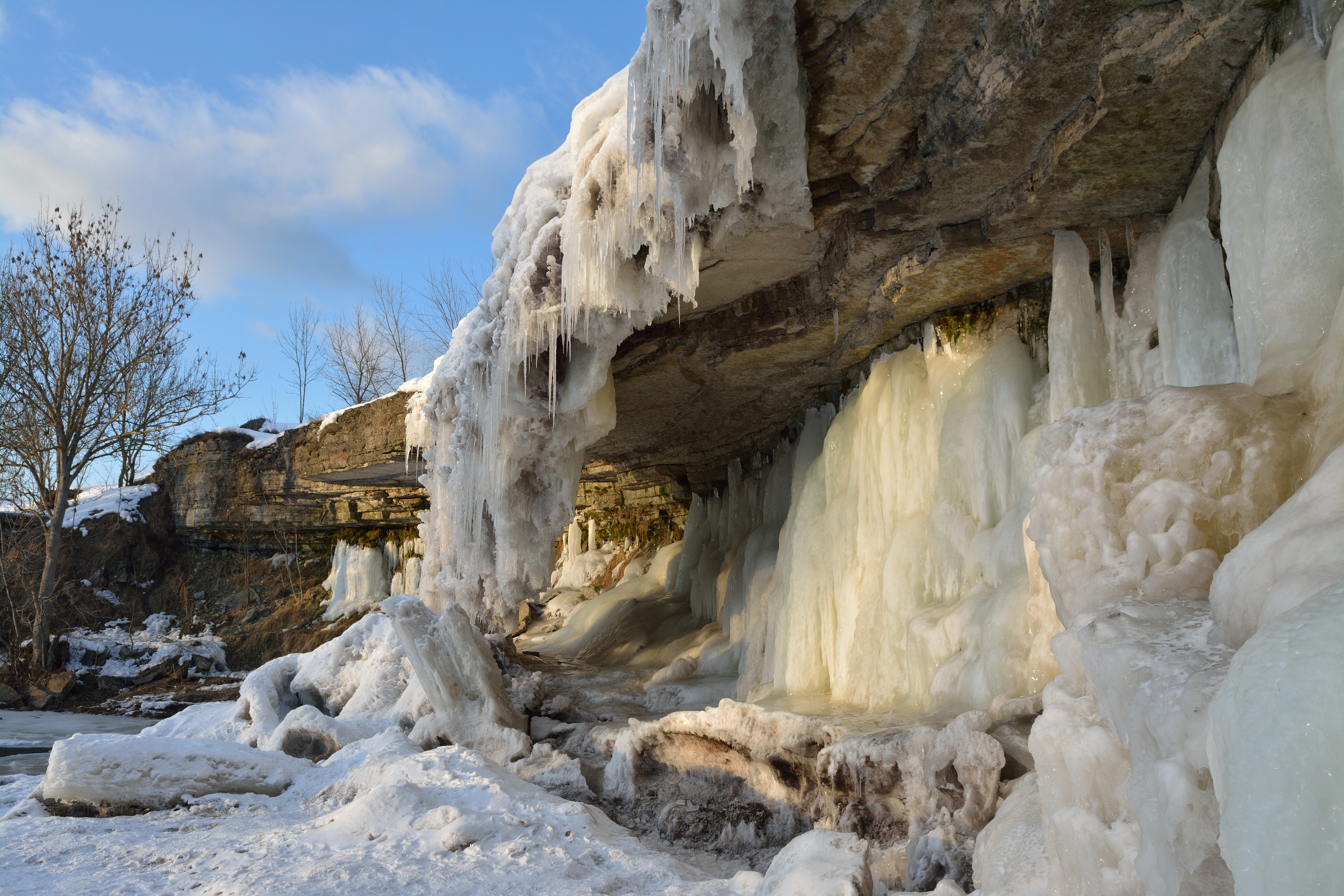
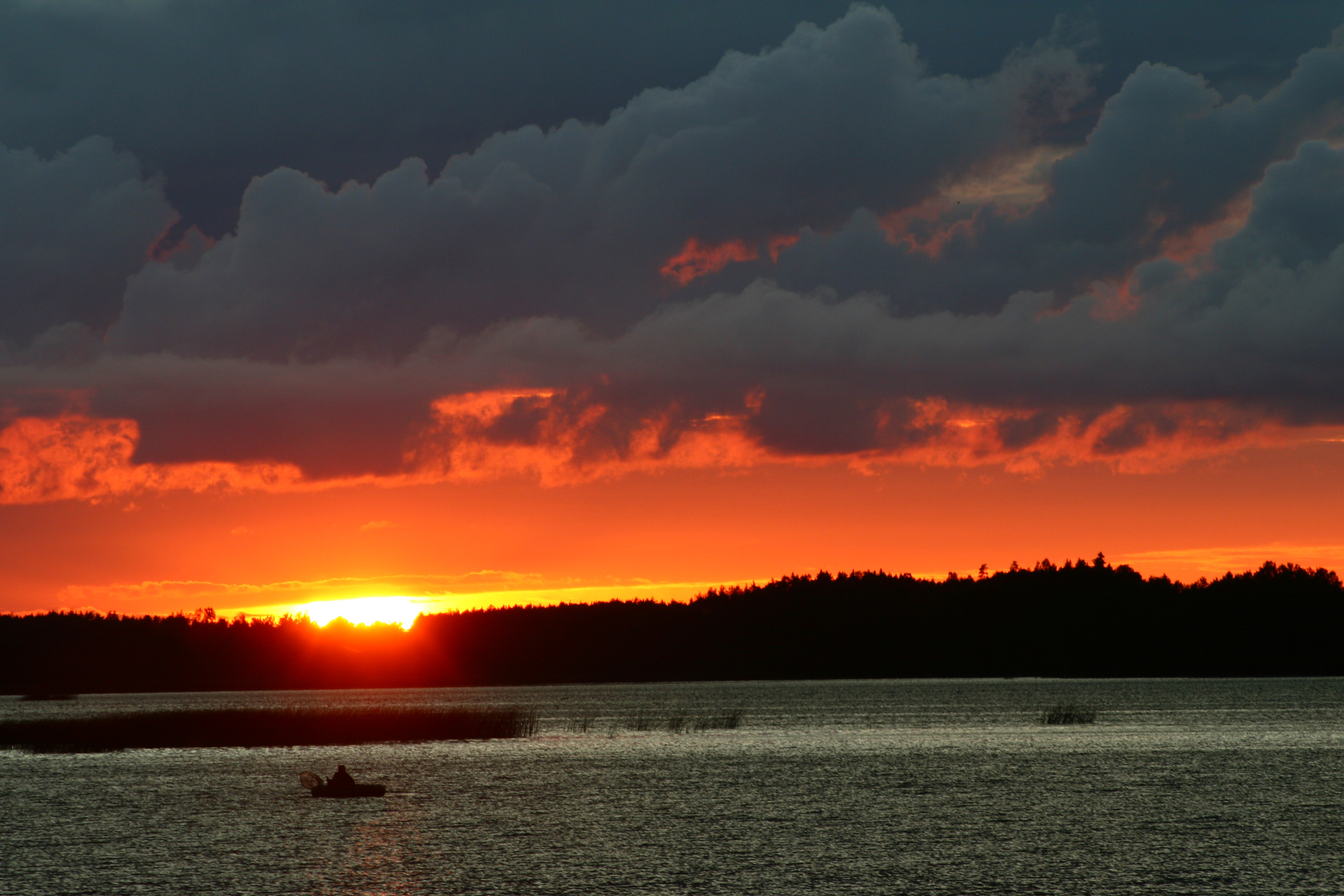
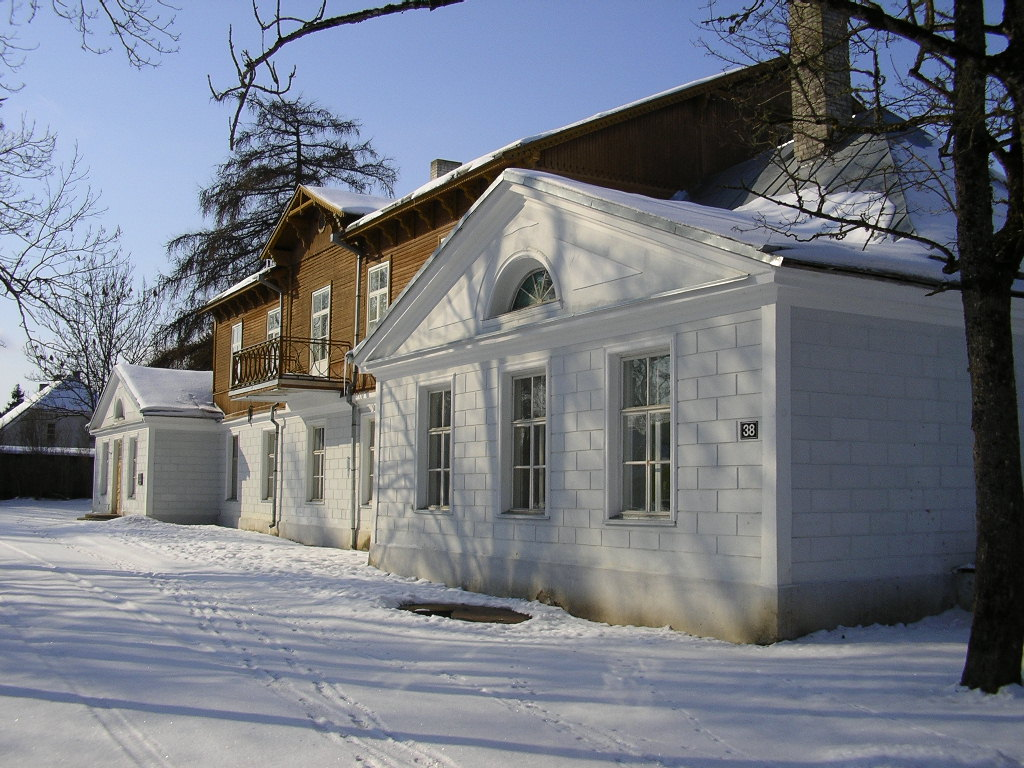

De vier steden zijn:
- Keila
- Loksa
- Maardu
- Tallinn

De twaalf landgemeenten zijn:
- Anija
- Harku
- Jõelähtme
- Kiili
- Kose
- Kuusalu
- Lääne-Harju
- Raasiku
- Rae
- Saku
- Saue vald
- Viimsi

Harjumaa · Hiiumaa · Ida-Virumaa · Järvamaa · Jõgevamaa · Läänemaa · Lääne-Virumaa · Pärnumaa · Põlvamaa · Raplamaa · Saaremaa · Tartumaa · Valgamaa · Viljandimaa · Võrumaa